# Robert Earl Jones
Robert Earl Jones (Senatobia, 3 febbraio 1910 – Englewood, 7 settembre 2006) è stato un attore e pugile statunitense.

## Vita privata
Figlio di Robert ed Elnora Jones, lasciò presto la scuola per lavorare come bracciante per sostentare la famiglia.
Si è sposato tre volte. Ha avuto due figli, tra cui l'attore James Earl Jones.
Morì il 7 settembre 2006 a 96 anni.

## Filmografia parziale

### Cinema
- Lying Lips, regia di Oscar Micheaux (1939)
- Strategia di una rapina (Odds Against Tomorrow), regia di Robert Wise (1959)
- Il mistero dello scoglio rosso (The Secret of the Red Reef), regia di William Witney (1960)
- La dura legge (One Potato, Two Potato), regia di Larry Peerce (1964)
- La stangata (The Sting), regia di George Roy Hill (1973)
- Cockfighter, regia di Monte Hellman (1974)
- Sleepaway Camp, regia di Robert Hiltzik (1983)
- Una poltrona per due (Trading Places), regia di John Landis (1983)
- Cotton Club (The Cotton Club), regia di Francis Ford Coppola (1984)
- Witness - Il testimone (Witness), regia di Peter Weir (1985)
- Maniac Cop - Il poliziotto maniaco (Maniac Cop 2), regia di William Lustig (1990)

### Televisione
- La parola alla difesa (The Defenders) – serie TV, episodio 2x34 (1963)
- Kojak – serie TV, episodio 4x13 (1976)
- Lou Grant – serie TV, episodio 1x17 (1978)

## Doppiatori italiani
- Nino Bonanni in Strategia di una rapina
- Arturo Dominici in La stangata